# Sympherta factor
Sympherta factor là một loài tò vò trong họ Ichneumonidae.